# Luis Fields
Luis Issac Fields Shirley (ur. 8 marca 2003 w mieście Panama) – panamski piłkarz występujący na pozycji defensywnego pomocnika, reprezentant Panamy, od 2025 roku zawodnik kolumbijskiego Realu Cartagena.